# Insurgencia de Al-Qaeda en Yemen
La Insurgencia de Al-Qaeda en Yemen es una serie de enfrentamientos armados entre el Ejército de Yemen, que cuenta con el apoyo de Estados Unidos, y células rebeldes afiliadas a Al-Qaeda. El conflicto es a veces calificado como una parte de la guerra contra el terror.
La campaña del Gobierno contra Al-Qaeda comenzó en 2001, y se incrementó el 14 de enero de 2010, cuando el Ejército yemení declaró la guerra abierta a Al Qaeda. Además de combatir con Al Qaeda en varias provincias, Yemen también combate con la insurgencia chíita en el norte del país y con los separatistas del sur.

## Escenario
El conflicto entre el Ejército y el grupo terrorista Al-Qaeda tiene lugar desde 2001, cuando ocurrieron los primeros enfrentamientos entre ambos bandos.
Sin embargo, en 2009, Yemen se emergió como un nuevo frente en la guerra contra el terrorismo, tras saberse que Umar Farouk Abdulmutallab, un joven de Nigeria que intentó sin éxito atentar contra un avión civil en Detroit, había sido entrenado en dicho país. Este incidente puso de manifiesto la fuerte presencia de yihadistas en el país y motivó la participación de EE. UU. en el conflicto.
Desde entonces se han venido produciendo numerosos enfrentamientos entre las tropas gubernamentales y los insurgentes islámicos, cuya presencia se ha expandido por todo el país, especialmente en la zona de la antigua Yemen del Sur.
Durante la presidencia de Ali Abdullah Saleh, sus opositores le consideraron culpable de la situación en el sur de Yemen, por no haber tomado medidas suficientes para frenar la entrada de Al-Qaeda. Algunos grupos detractores, incluso, aseguraron que estaba utilizando la presencia de la organización terrorista como un argumento para hacer temer una expansión islamista si su gobierno caía, afianzando así su poder y respaldo internacional.
Tras la Primavera Árabe, que derrocó finalmente a Saleh, los insurgentes utilizaron el caos que surgió para ampliar su presencia en el país.
Su sucesor, el presidente Abd Rabbuh Mansur al-Hadi, inició una reforma en el Ejército y ordenó lanzar una nueva ofensiva, habiéndose propuesto la "destrucción de Al-Qaeda.

## Precedentes
En 1978, la antigua Unión Soviética invadió Afganistán, acto que moverá a gran parte de la comunidad islámica, uniéndola en un objetivo común: expulsar a los poderes extranjeros del mundo islámico. Se crearon grupos paramilitares procedentes de todo lugar para combatir al invasor, quien se retiraría en 1991, pues será por aquellas fechas la URSS  acabaría por desintegrarse, abandonando sus antiguas políticas exteriores. Este conflicto será el causante de la creación de grupos militares independientes que, tras finalizar la guerra, buscaron otras formas de agruparse y hacer la yihad, la guerra santa. De aquí surgirían movimientos como el talibán y Al-Qaeda, este último fundado por el multimillonario saudí Osama Bin Ladem. Los núcleos de grupos residuales serían agrupados por Bin Laden mediante la creación de una base de operaciones en la frontera con Pakistán, consolidándose Al-Qaeda.
En Yemen, en los años 80, Salé buscaba imponerse al sur, por lo que el régimen de Yemen del Norte acogió a personal combatiente de Afganistán para hacer frente a su vecino socialista. Apareció de esta forma, en 1991,la Yihad Islámica en Yemen. El objetivo de la yihad había sido el de combatir a los infieles, los soviéticos anteriormente, pero como no todo infiel era soviético, continuaron con su lucha por todo el Oriente Próximo. Es por ello que la yihad empezaría a operar independientemente en otros territorios, como Yemen. Al-Qaeda vio en los socialistas del sur esa infidelidad y, apoyados por el gobierno yemení y por aquel millonario saudí, comenzaron las acciones contra éstos, incluyendo asesinatos y ataques a miembros políticos de Yemen del Sur. Los actos cometidos por el norte y la IJY, al Jihad al Islami fil Yemen, fueron tales, que el país se asumiría en 1994 en una guerra civil por la que Salé acabaría dominando todo el país, lo cual había sido su principal pretensión. El papel de la yihad en la guerra ayudó a Salé a alzarse con el poder. Sn embargo, lejos de reconocerse el apoyo, el gobierno intentaría su disolución mediante deportaciones y ataques a grupos residuales que se negaban a abandonar las armas, así como la oportunidad de integración en el nuevo régimen. El gobierno yemení lanzará intensas ofensivas contra sus centros, en la zona de Abyan, donde se hicieron fuertes, y asesinarán a su líder, lo que propiciará su desaparición en el 98. Lo cierto es que la IJY cunca estuvo bien organizada y mantenía un fuerte carácter tribal.
En 2000, Ali al Nashiri, líder de Al-Qaeda en el Golfo Pérsico, no sólo en Yemen, pues el grupo tenía poder a una escala mucho mayor, ideó y puso en marcha una operación, financiada por el líder de la organización a nivel global, Osama Bin Laden, que consistía en un ataque sin precedentes contra Estados Unidos, que llegó a ser uno de los atentados más importantes que los norteamericanos sufrieron hasta ese momento. El atentado, cometido en octubre de ese mismo año, consistió en el ataque suicida contra un destructor de Estados Unidos que atracaba en Adén, causando la muerte de casi una veintena de marines. Este acto serviría a Al-Qaeda para reivindicar su presencia en la zona, aunque tardarían hasta dos años en actuar de nuevo, esta vez contra un petrolero francés. La situación pondría de manifiesto el hecho de que sí existía una estructura del grupo terrorista consolidada en Yemen, pese a las decisiones de repulsa a la yihad tomadas por el gobierno en 1998, lo que afectaría el comercio marítimo del país: el tráfico entrante se redujo en un 90%, las tasas de seguros se triplicaron y 3.000 personas perdieron sus empleos. La pérdida de ingresos fue igual al 1% del PIB de Yemen durante un periodo de seis meses. Al-Qaeda incrementaría su actividad tras esto, llegando a intentar asesinar al embajador de Estados Unidos en Yemen. La respuesta norteamericana no se haría esperar, asesinando al líder del grupo en la zona. Más tarde, fuerzas árabes y occidentales detendrían y asesinarían a la mayor parte de los líderes en la península arábiga. Las células operativas en Yemen se desarticularon. La relativa facilidad con la que se acabó con Al-Qaeda en este ámbito se debió a la poca organización y apoyo que encontró, pues no logró establecerse definitivamente en el país y no caló en la población local. Por ello, tras la ofensiva realizada en 2003, que acabó con su líder, su influencia desaparecería.

## Eventos importantes

### 2010
- Primera Batalla de Lawdar: el 19 de agosto el Ejército yemení entró en Lawdar, ciudad que se encontraba bajo el control de Al Qaeda, y mató a varios de sus miembros y líderes locales. Tras una semana de lucha, finalmente el 25 de agosto la ciudad fue recapturada por el ejército.[13]

- Batalla de Huta: el 20 de septiembre más de 100 milicianos de Al-Qaeda tomaron la ciudad de Huta.[14] El Ejército inició un contraataque y el 24 de septiembre recapturaron la ciudad, iniciando una persecución a través de las montañas de los terroristas huidos.[15]

### 2011
- Primera Batalla de Zinjibar y Jaar: el 27 de mayo cientos de insurgentes de Al Qaeda tomaron las ciudades de Zinjibar y de Jaar y se acuartelaron en las instalaciones del gobierno. El ejército abandonó la zona y varios soldados fueron capturados y ejecutados.[8]

### 2012
- Captura de Rada: en enero de 2012 un grupo de miembros de Al-Qaeda capturó la ciudad de Rada y declaró un emirato islámico en ella.[16] No obstante, los jefes tribales lograron firmar una tregua con ellos y, a cambio de la liberación de varios presos, los milicianos yihadistas abandonaron la ciudad.[17]

- Segunda Batalla de Lawdar:: el 9 de abril varios milicianos de Al-Qaeda tomaron de nuevo la ciudad de Lawdar tras intensos combates y se instalaron en ella.[18] El Ejército inició una contraofensiva en la que participaron voluntarios tribales de Lawdar y tomaron la Montaña Yousef, en las proximidades de la ciudad.[19] Para finales de marzo los milicianos ya habían sido expulsados de Lawdar y sus proximidades.[20]

- Segunda Batalla de Zinjibar y Jaar: el 12 de junio un convoy de soldados y vehículos armados del Ejército yemení entró en el centro de Jaar y, horas más tarde, en Zinjibar.

Los milicianos huyeron hacia la ciudad Shaqra, por aquel entonces bajo su posesión.
- Batalla de Shaqra: el 15 de junio el Ejército yemení conquistó la ciudad de Shaqra, el último gran feudo islamista en la provincia de Abyan.[22]

- Captura de Azzan: el 23 de junio el ejército entró en la ciudad de Azzan, después de que los líderes tribales convencieran Al Qaeda de abandonar la ciudad pacíficamente y poniendo fin así al llamado "emirato de Azzan".[23]

### 2013
- Batallas de Rada y Manasseh: el 28 de enero el Ejército lanzó una ofensiva para liberar Manasseh, un baluarte islamista en Abyan donde tenían retenidos a varios turistas europeos. Los islamistas respondieron con otra ofensiva en la ciudad de Rada, de la cual capturaron parte.[24] Más tarde se inició un alto al fuego para garantizar la seguridad de los rehenes europeos[25] y, tras su liberación, la situación de Manasseh sigue siendo incierta.[26]

- Batalla de Maraksha: tras tres días de combates, el 2 de febrero el Ejército yemení consiguió tomar la ciudad de Markasha en Abyan. Los enfrentamientos se saldaron con 17 muertes.[27]

- Batalla de Al-Mukalla: habiendo perdido sus últimos feudos en la gobernación de Abyan, Al-Qaeda se lanzó a la conquista de la Gobernación de Hadramaut,[28] donde declaró un nuevo emirato[29] y capturó varios pequeños pueblos[30]

El 24 de mayo inició una ofensiva contra la capital provincial, Al-Mukalla, y conquistó dos de sus distritos: Shahr y Ghail Bawazir, que no fueron liberados por el Ejército hasta principios de junio.
El 7 de agosto de 2013, las autoridades yemeníes descubrieron y frustraron un plan de Al-Qaeda para conquistar Al-Mukalla y dos terminales de petróleo y gas de forma simultánea.

#### 2014: Ofensiva de Shabwa y Abyan
En abril de 2014 se filtró  un video de una reunión de más de 100 miembros de Al Qaeda en Yemen en el que Naser al Wahishi animaba a los combatientes a "eliminar América". Como consecuencia, el 19 y el 20 de abril de 2014, EE. UU. lanzó junto con el Ejército Yemení uno de los mayores ataques del conflicto al matar a al menos 65 miembros de Al Qaeda en las provincias de Abyan, Shabwa y Al Baida, la mayoría de ellos con drones. Entre los fallecidos destacaron tres líderes locales de la organización (Mohamed al Mushibi, Fauaz al Muharraq y Salah al Muharraq), así como otros integrantes árabes y extranjeros.
Después de la reunión del Grupo de Amigos de Yemen, formado por 39 países, se lanzó el 29 de abril una ofensiva terrestre coordinada por el ejército y las milicias locales y comandada por el ministro de Defensa, Mohamed Naser Ahmed, centrada en la región de Al Saíd, en la provincia de Shabwa, y en la zona de Al Mahfad, en la provincia de Abyan, con el objetivo de expulsar a los combatientes de las zonas montañosas del país. El primer día de combates murieron 15 soldados del ejército y 12 miembros de Al Qaeda.
El 4 de mayo, las fuerzas de seguridad tomaron el control de la carretera que comunica las provincias de Hadramout, Shabwa y Abyan. Otras operaciones en Shabwa lograron además lograron eliminar a los terroristas de Mefraq al Said, Hesat al Labn, Al Karif y Al Naqaba. Además, se abatieron a al menos 37 combatientes en la localidad de Yul Reda.
El 6 de mayo la ofensiva consiguió lograr uno de sus objetivos principales al tomar la zona montañosa de Al Mahfad, en una batalla en la que se cobró varias decenas de muertos entre los yihadistas, que abandonaron el área al amanecer. Además tomaron posesión de otro bastión del grupo terrorista de Haban y Qarn al-Sawad, en la zona de Shabwa.

## Al Qaeda en Yemen
Los milicianos de Al-Qaeda que se encuentran en Yemen forman parte de la rama arábiga de la organización, siendo en su mayoría yemeníes y saudíes. Están especializados en explosivos y cuentan con el apoyo de algunas tribus locales, con las que ha tejido una red de alianzas y dependencias.
Tras haber sido expulsados de las Gobernaciones de Abyan y Shabwah debido a los ataques aéreos de EE. UU. y las ofensivas del Ejército, su principal zona de influencia se extiende ahora por la Gobernación de Hadramaut.
Su principal líder es Naser al Wahishi, antiguo secretario personal de Osama Bin Laden. Se le considera el número dos de la organización a nivel global.
En agosto de 2013 EE. UU. interceptó conversaciones entre Wahishi y Ayman al-Zawahiri sobre un plan para atacar objetivos occidentales, lo que se catalogó como la mayor amenaza terrorista desde el 11-S y conllevó el cierre temporal de 19 embajadas estadounidenses en países islámicos.

## Papel de Estados Unidos

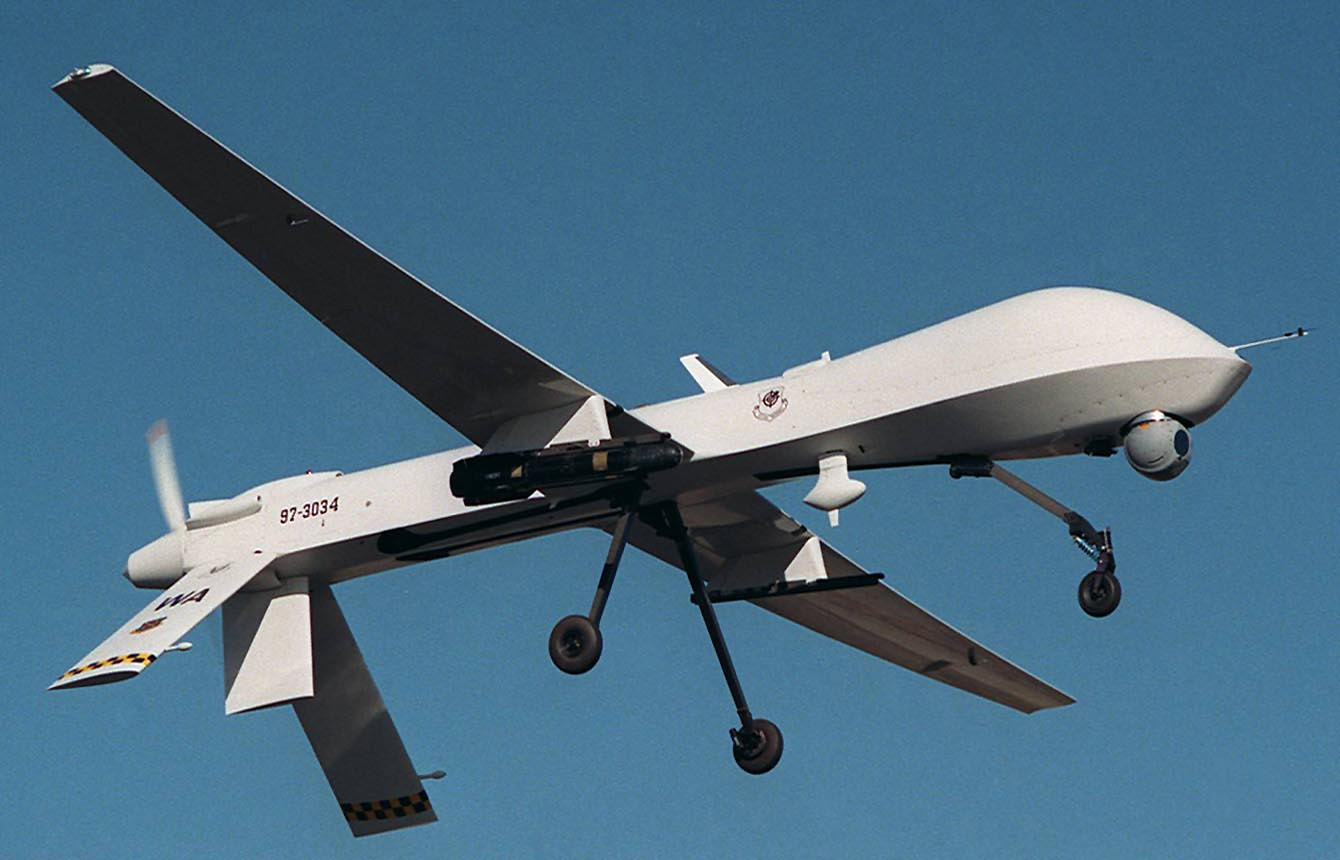
A través de los drones, EE. UU. ha matado a importantes miembros de Al-Qaeda en Yemen.

Los servicios de inteligencia de Estados Unidos han participado activamente en la campaña, mediante el lanzamiento de misiles de crucero y el uso de drones. El primero de los bombardeos con dichos aparatos fue en 2002, eliminando al coordinador del atentado contra el USS Cole
Otro importante ataque con drones fue el que causó la muerte de Anwar al-Awlaki, un clérigo islamista ligado a Al Qaeda, que falleció en un bombardeo de la CIA el 30 de octubre de 2010.
También eliminaron en 2012 a Fahd al-Quso (líder local de Al-Qaeda y uno de los terroristas más buscados por el FBI).  Luego, en enero de 2013, fue el turno de Said al Shehri, número dos de Al Qaeda en Yemen.
Los hermanos Kaid y Nabil al Dhahab, importantes figuras dentro de Al Qaeda en la provincia de Abyan, fueron blanco de un ataque de drones en mayo de 2012, pero sobrevivieron. No obstante, Kaid fue finalmente eliminado en agosto de 2013, poniendo fin a su autoproclamado califato. A pesar de ello, Nabil siguió en libertad.
Los drones de EE. UU. también han acabado con otros jefes menores de Al Qaeda en Yemen como Abdullah Hussein al Waeli y Mohammed al Ameri.
En 2014, fuerzas especiales estadoundienses fueron a rescatar a un fotoperiodista de EE. UU. Los secuestradores lo mataron a él y a un colega sudafricano.
El 28 de enero de 2017, una operación secreta llevada a cabo por fuerzas especiales de los EE. UU. en Yemen junto a las fuerzas de los Emiratos Árabes Unidos, una veintena de helicópteros Apache y aviones no tripulados, sobrevolaron la zona en un poblado llamado Yakla en Yemen, donde llevaron a cabo una misión con el objetivo de atacar a Al Qaeda y encontrar al tercer terrorista más peligroso y buscado del mundo, Qassim al Rimi. Por otra parte, también se produjo el saldo de un Navy Seal estadounidense muerto, tres Navy Seals heridos y la destrucción de una aeronave V-22 Osprey, la cual acudió al rescate de los marinos de elite que estaban bajo fuego terrorista. Sin embargo, el aparato debió ser destruido por su mal aterrizaje y accidente. Se desconoce si Al Rimi se encontraba en la base de Al Qaeda o, avisado del raid, se habría trasladado a un lugar seguro.

### Asesinato de Al Rimi
En febrero de 2020, el entonces presidente Donald Trump afirmó que Estados Unidos había asesinado a Qasem Al Rimi en una operación de contraterrorismo, en la provincia de Al Bayda, en Yemen. Al Rimi era el jefe de Al Qaeda en la península arábiga, Al Rimi se atribuyó él mismo un atentado en la Base Militar Aérea Naval de Pensacola en Estados Unidos en diciembre de 2019.

## Situación civil
En las ciudades bajo control de Al-Qaeda se han declarado pequeños "emiratos islámicos", y se ha impuesto en ellos un interpretación estricta de la sharia. Se han llevado a cabo muchas detenciones arbitrarias y, sobre todo, ejecuciones de soldados. Esto ha provocado numerosos desplazamientos entre la población civil, que ha emigrado a zonas más seguras como las ciudades de Adén y Saná.